# Inventaire du patrimoine culturel immatériel de la Région de Bruxelles-Capitale
Cet article reprend l'inventaire officiel du patrimoine culturel immatériel de la Région de Bruxelles-Capitale (PCI), l'une des trois régions de Belgique.
Cet inventaire reprend entre autres les éléments bruxellois déjà inscrits sur une des listes du patrimoine culturel immatériel de l’humanité de l'UNESCO et les éléments présents sur le territoire de la Région de Bruxelles-Capitale inscrits avant le 1er janvier 2017 sur les listes d’autres entités fédérées (qui en avaient la compétence jusqu'à cette date).

## Statistiques
En 2024, la Région de Bruxelles-Capitale compte 21 éléments inscrits à l'inventaire de son patrimoine culturel immatériel. Parmi ceux-ci, 6 sont aussi repris sur la liste du patrimoine culturel immatériel de l'humanité en Belgique (UNESCO).

## Liste
Les éléments suivants reprennent l'inventaire officiel du patrimoine culturel immatériel de la Région de Bruxelles-Capitale :
|    | Élément                                                              | Type                                                           | Année (présumée) de création | Année de reconnaissance PCI | Lien          | Autres reconnaissances                            | Illustration. |
| -- | -------------------------------------------------------------------- | -------------------------------------------------------------- | ---------------------------- | --------------------------- | ------------- | ------------------------------------------------- | ------------- |
| 1  | Le Meyboom                                                           | pratiques sociales, rituels et événements festifs              | 1308                         | 2017                        | Réf 5000-0001 | 2008 Patrimoine culturel immatériel de l'humanité |               |
| 2  | L'art de la fauconnerie                                              | connaissances et pratiques concernant la nature et l’univers   |                              | 2017                        | Réf 5000-0002 | 2016 Patrimoine culturel immatériel de l'humanité |               |
| 3  | La culture du carillon                                               | savoir-faire liés à l’artisanat traditionnel                   |                              | 2017                        | Réf 5000-0003 |                                                   |               |
| 4  | La culture de la bière                                               | savoir-faire liés à l’artisanat traditionnel                   |                              | 2017                        | Réf 5000-0004 | 2016 Patrimoine culturel immatériel de l'humanité |               |
| 5  | L'Ommegang de Bruxelles                                              | pratiques sociales, rituels et événements festifs              | 1348                         | 2017                        | Réf 5000_0005 | 2019 Patrimoine culturel immatériel de l'humanité |               |
| 6  | La culture Fritkot                                                   | savoir-faire liés à l’artisanat traditionnel                   |                              | 2017                        | Réf 5000-0006 |                                                   |               |
| 7  | Le Théâtre royal de Toone                                            | savoir-faire liés à l’artisanat traditionnel                   | 1830                         | 2018                        | Réf 5000-0007 |                                                   |               |
| 8  | La culture des géants à Bruxelles                                    | pratiques sociales, rituels et événements festifs              |                              | 2018                        | Réf 5000-0008 | 2005 Patrimoine culturel immatériel de l'humanité |               |
| 9  | Les Serments de Bruxelles                                            | pratiques et savoirs-faire liés au maniement d’armes anciennes |                              | 2018                        | Réf 5000-?    |                                                   |               |
| 10 | La procession de Saint-Guidon et de Notre-Dame de Grâce à Anderlecht | pratiques sociales, rituels et événements festifs              | ~ XVe siècle                 | 2018                        | Réf 5000-0010 |                                                   |               |
| 11 | La Saint-Verhaegen                                                   | pratiques sociales, rituels et événements festifs              | 1888                         | 2019                        | Réf 5000-0009 |                                                   |               |
| 12 | Le tapis de fleurs de Bruxelles                                      | pratiques sociales, rituels et événements festifs              | 1971                         | 2020                        | Réf 5000-0018 |                                                   |               |
| 13 | Les savoir-faire artisanaux et la tradition du spéculoos à Bruxelles | savoir-faire liés à l’artisanat traditionnel                   |                              | 2020                        | Réf 5000-0023 |                                                   |               |
| 14 | La culture vivante de la fête foraine                                | pratiques sociales, rituels et événements festifs              |                              | 2021                        | Réf 5000-0022 | 2024 Patrimoine culturel immatériel de l'humanité |               |
| 15 | La culture et le forçage du chicon à Bruxelles                       | savoir-faire liés à l’artisanat traditionnel                   |                              | 2021                        | Réf 5000-0021 |                                                   |               |
| 16 | La fanfare des Chasseurs de Prinkères                                | pratiques sociales, rituels et événements festifs              |                              | 2021                        | Réf 5000-0020 |                                                   |               |
| 17 | Les parlers bruxellois (brusseleir)                                  | pratiques sociales, rituels et événements festifs              |                              | 2021                        | Réf 5000-0015 |                                                   |               |
| 18 | La zwanze                                                            | pratiques sociales, rituels et événements festifs              |                              | 2021                        | Réf 5000-0024 |                                                   |               |
| 19 | La culture du clubbing bruxellois                                    | pratiques sociales, rituels et événements festifs              |                              | 2023                        | Réf 5000-0025 |                                                   |               |
| 20 | Brussels Pride                                                       | pratiques sociales, rituels et événements festifs              | 1996                         | 2024                        | Réf 5000-?    |                                                   |               |
| 21 | La bande dessinée                                                    | savoir-faire liés à l’artisanat traditionnel                   |                              | 2020                        | Réf 5000-0027 |                                                   |               |

## Source et lien externe
- Site du patrimoine culturel